# Camponotus oceanicus
Camponotus oceanicus é uma espécie de inseto do gênero Camponotus, pertencente à família Formicidae.